# 岐阜県道216号赤坂垂井線
岐阜県道216号赤坂垂井線（ぎふけんどう216ごう あかさかたるいせん）は、岐阜県大垣市赤坂町から同県不破郡垂井町に至る一般県道である。

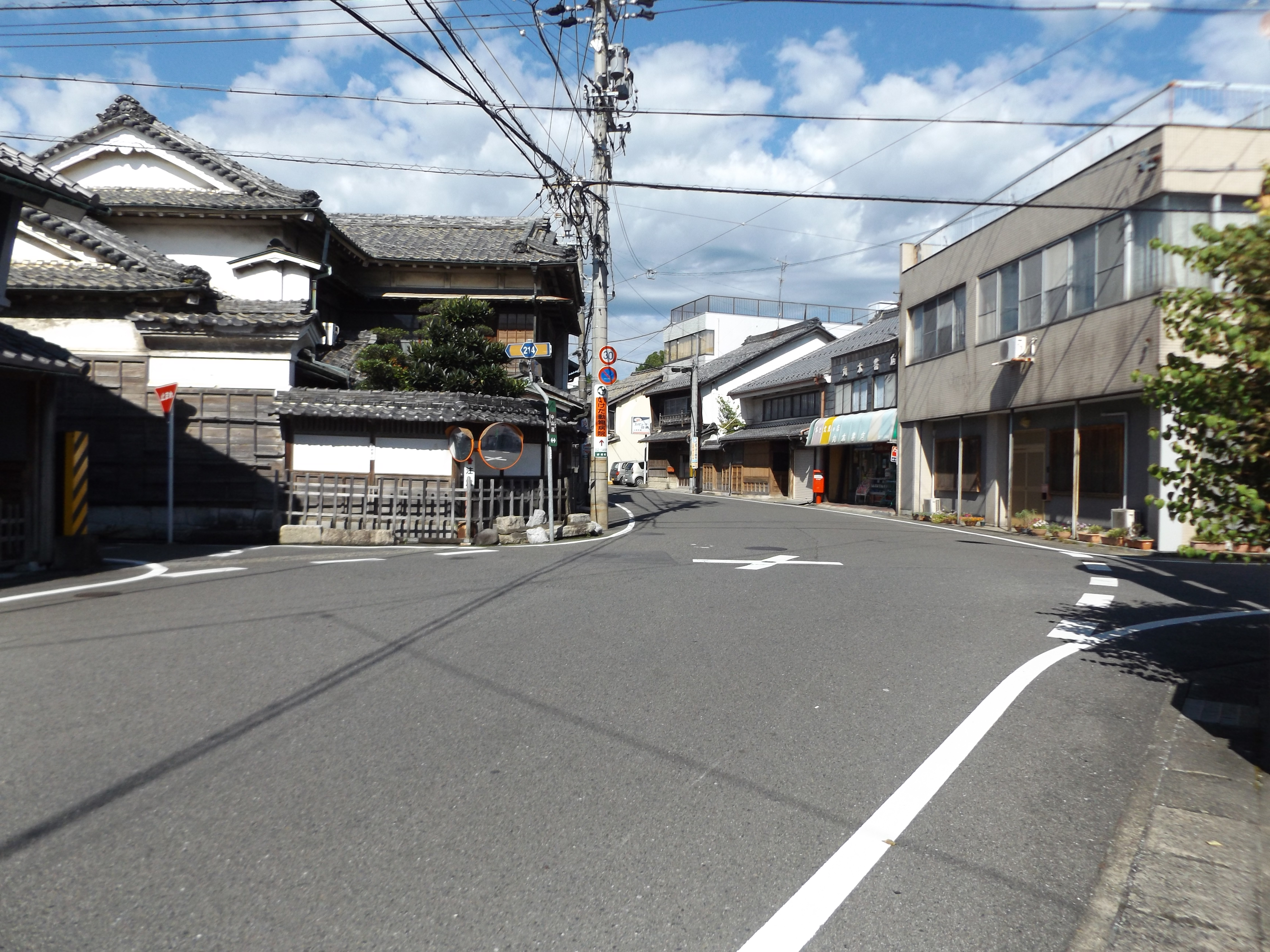
大垣市赤坂町にある県道214号養老赤坂線との交点。県道214号はここが終点。

## 概要

### 路線データ
岐阜県法規集に基づく起終点および経過地は次のとおり。
- 起点：大垣市赤坂町（赤坂大橋西交差点＝国道417号交点）
- 終点：不破郡垂井町（府中小学校南交差点＝岐阜県道53号岐阜関ケ原線交点）
- 重要な経過地：なし

## 地理

### 通過する自治体
- 岐阜県
大垣市 - 不破郡垂井町

### 交差する道路
大垣市
- 国道417号：赤坂橋西交差点（起点）
- 岐阜県道214号養老赤坂線：赤坂町
- 岐阜県道241号大垣池田線：昼飯町交差点
- 岐阜県道216号（バイパス）：青野町
  - 岐阜県道241号大垣池田線（立体交差）
  - 国道417号：池尻町交差点
- 岐阜県道228号栗原青野線：青野町

不破郡垂井町
- 岐阜県道215号養老垂井線：府中東交差点
- 岐阜県道53号岐阜関ケ原線：府中小学校南交差点（終点）

### 沿線
- 中山道赤坂宿
- 金生山
- 虚空蔵さん（明星輪寺）
- 昼飯大塚古墳
- 美濃国分寺